# Impasse Dupuy
L'impasse Dupuy est une voie du 18e arrondissement de Paris, en France. 

## Situation et accès
L'impasse Dupuy est une voie privée située dans le 18e arrondissement de Paris. Elle débute sous le porche du 74 bis, rue Philippe-de-Girard et se termine en impasse.

## Origine du nom
Cette voie est nommée d'après le nom du propriétaire des terrains sur lesquels elle a été ouverte.

## Historique
Cette voie privée, qui a initialement porté le nom d'« impasse des Marais », a été ouverte à la circulation publique par un arrêté du 23 juin 1959.